# Franz Wulfhagen
Franz Wulfhagen (Bremen, 1624 - aldaar, 1670) was een Duits kunstschilder en etser.
Zijn vader kwam uit de regio Deventer en vestigde zich in Bremen. 
Wulfhagen was in de jaren 1640 een leerling van Rembrandt in Amsterdam. Na zijn opleiding keerde Wulfhagen in 1648 terug naar Duitsland en werkte afwisselend in Bremen en Breitenburg (Steinburg). Hij was hofschilder voor Christian zu Rantzau. In 1663 keerde hij opnieuw terug naar Bremen, waar hij tot aan zijn dood in 1670 bleef wonen en werken.
Wulfhagen specialiseerde zich in portretten en liet een bescheiden oeuvre na.
- Gemeinsame Normdatei: 1286736021
- International Standard Name Identifier: 0000 0004 3654 6750
- Nederlandse Thesaurus van Auteursnamen: 372468705
- RKD-Nederlands Instituut voor Kunstgeschiedenis: 96305
- Union List of Artist Names: 500182608
- Virtual International Authority File: 310519316